# Fazioli

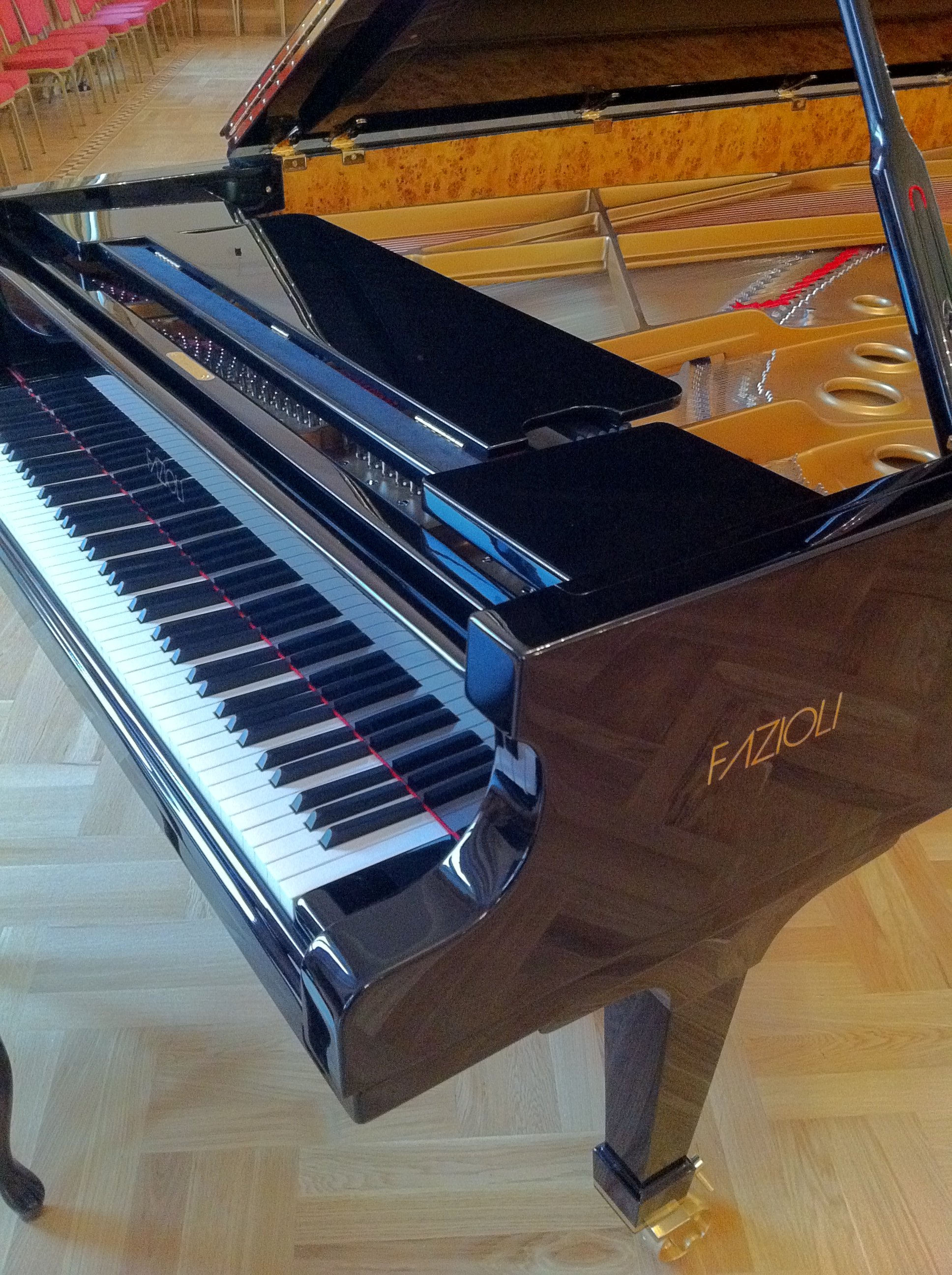
Fortepian Fazioli

Fazioli – fabryka fortepianów. Produkcję jako przedsiębiorstwo rozpoczęła w 1981 roku, we Włoszech. Siedziba jest we wsi Ronche koło Sacile. Choć początki prób produkcyjnych datuje się na 1978 r. Wtedy grupa techników zebrała się wokół pianisty i inżyniera oraz promotora rynkowego Paolo Fazioliego, pochodzącego z rodziny meblarzy. Celem spotkania było określenie nowej koncepcji fortepianu.

## Historia
Pierwszy model prototypowy F183 o długości 183 cm zbudowano w czerwcu 1980 r. W tym samym roku pojawiły się prototypy modelu F156 (156 cm długości), F228 (długość 228 cm) i F278 (długość 278 cm). W styczniu 1981 r. zainaugurowano działalność Fazioli Pianoforti s.r.l. (obecnie Fazioli Pianoforti S.p.A.). W tym samym miesiącu wspomniane prototypy zostały przedstawione prasie oraz publiczności w Mediolanie. W lutym 1981 r. na targach Musikmesse we Frankfurcie nad Menem przedstawiono pierwszą ofertę instrumentów.
W 1983 r. model F278 dostarczono do Teatro Comunale di Monfalcone. Od tego czasu organizowano tam wiele koncertów z udziałem wybitnych światowych muzyków i pianistów. Trzy lata później powstał model F308, najdłuższy fortepian na rynku. Celem stworzenia F308 było uzyskanie instrumentów o większej sile dźwięku, do grania w wielkich salach koncertowych. Prototyp został pokazany w kwietniu 1987 r. w Teatro Comunale di Monfalcone.
W 1987 r. wprowadzono do sprzedaży model F212, którego przeznaczeniem były sale zbyt duże dla klasycznych fortepianów skrzydłowych. Do dziś wytwórnia produkuje tylko fortepiany skrzydłowe i koncertowe wykonywane ręcznie o ograniczonej liczebności.
Producent oferuje także indywidualne wykończenie instrumentu.
Fazioli w modelu F308 wprowadził czwarty pedał, umożliwiający zmniejszenie skoku młoteczków, a przez to obniżenie głośności bez zmiany barwy dźwięku.

## Konkurs Chopinowski
W 2010 r. instrument włoski pierwszy raz był wykorzystany w trakcie XVI Międzynarodowego Konkursu Pianistycznego im. Fryderyka Chopina w Warszawie.  
Pianiści, którzy wybrali fortepian Fazioli w czasie przesłuchań: 
- Daniił Trifonow (laureat III nagrody w 2010)
- François Dumont (laureat V nagrody w 2010)
- Leonora Armellini (laureatka V nagrody w 2021)
- Martín García García (laureat III nagrody i nagrody za najlepsze wykonanie koncertu w 2021)
- Bruce (Xiaoyu) Liu (zwycięzca w 2021)